# Drăgăneasa, Prahova
Drăgăneasa (mai vechi, Măgurelele Racotești) este un sat în comuna Provița de Jos din județul Prahova, Muntenia, România.